# 斯特拉漢冰川
67°38′S 64°37′E / 67.633°S 64.617°E
斯特拉漢冰川（英語：Strahan Glacier）是南極洲的冰川，位於麥克羅伯特森地，處於戴利角和弗萊徹角之間，該冰川在1931年2月被探險隊發現，以澳大利亞總理的助理秘書命名。